# Museo d'arte Adria e Delta
Il Museo d’Arte Adria e Delta, meglio noto con l’acronimo MAAD,  è un museo di arte moderna e contemporanea della città di Adria, in provincia di Rovigo. La sua denominazione sottolinea il millenario legame della città con il Delta del Po. Allestito nella cornice storica di Palazzo Bocchi, il MAAD è stato inaugurato nell’aprile 2016 ed espone una collezione permanente di stampe d’arte testimone della memoria storica di Adria, oltre ad organizzare mostre temporanee con il supporto di tecnologie d’avanguardia. Il Museo è di proprietà della Fondazione Scolastica Carlo Bocchi, viene gestito dall’Associazione Adria Cultura e fa parte della rete museale del Sistema Museale Provinciale Polesano.

## Storia
La Fondazione Scolastica Carlo Bocchi è un ente attivo nel territorio di Adria istituito nel 1874 con decreto regio, nato dal lascito testamentario del 1836 di Carlo Bocchi, che destinò alla città natale i suoi beni per l'istituzione di un seminario. Nel 1841 è stato istituito il Ginnasio-Liceo Classico. La Fondazione opera per il sostegno finanziario a scuole, studenti ed eventi culturali e, nonostante le numerose vendite e cessioni di immobili di proprietà del filantropo adriese, conserva ancora diversi edifici, tra cui il Palazzo della famiglia Bocchi sito in Corso Vittorio Emanuele, attuale sede del MAAD. Palazzo Bocchi è un edificio di costruzione ottocentesca con una lunga vicenda di passaggi di proprietà e concessioni. Nel 1996 è stato approvato un progetto di restauro a cura dell'ingegnere Gianfranco Scarpari, promosso dalla Soprintendenza per i Beni Architettonici del Veneto, nel pieno rispetto della sua configurazione originaria testimoniata dalla mappa esposta nell’atrio del palazzo. Dichiarato “immobile di interesse culturale” dalla Direzione Regionale per i Beni culturali e paesaggistici del Veneto, nel 2015 la mansarda è stata allestita come spazio espositivo polivalente, costituendo per la città un luogo di valorizzazione del patrimonio locale, volto a coinvolgere soprattutto le nuove generazioni. Il MAAD è gestito dall’Associazione Adria Cultura, istituita nel 2013, i cui componenti sono divisi tra membri del Consiglio Comunale e della Fondazione Bocchi. Il museo organizza progetti espositivi dedicati ai linguaggi del contemporaneo ed alla storia dell’arte dal XIX al XXI secolo, affiancati da programmi di formazione e mediazione didattica per il pubblico.

## Collezione Carlo Bocchi

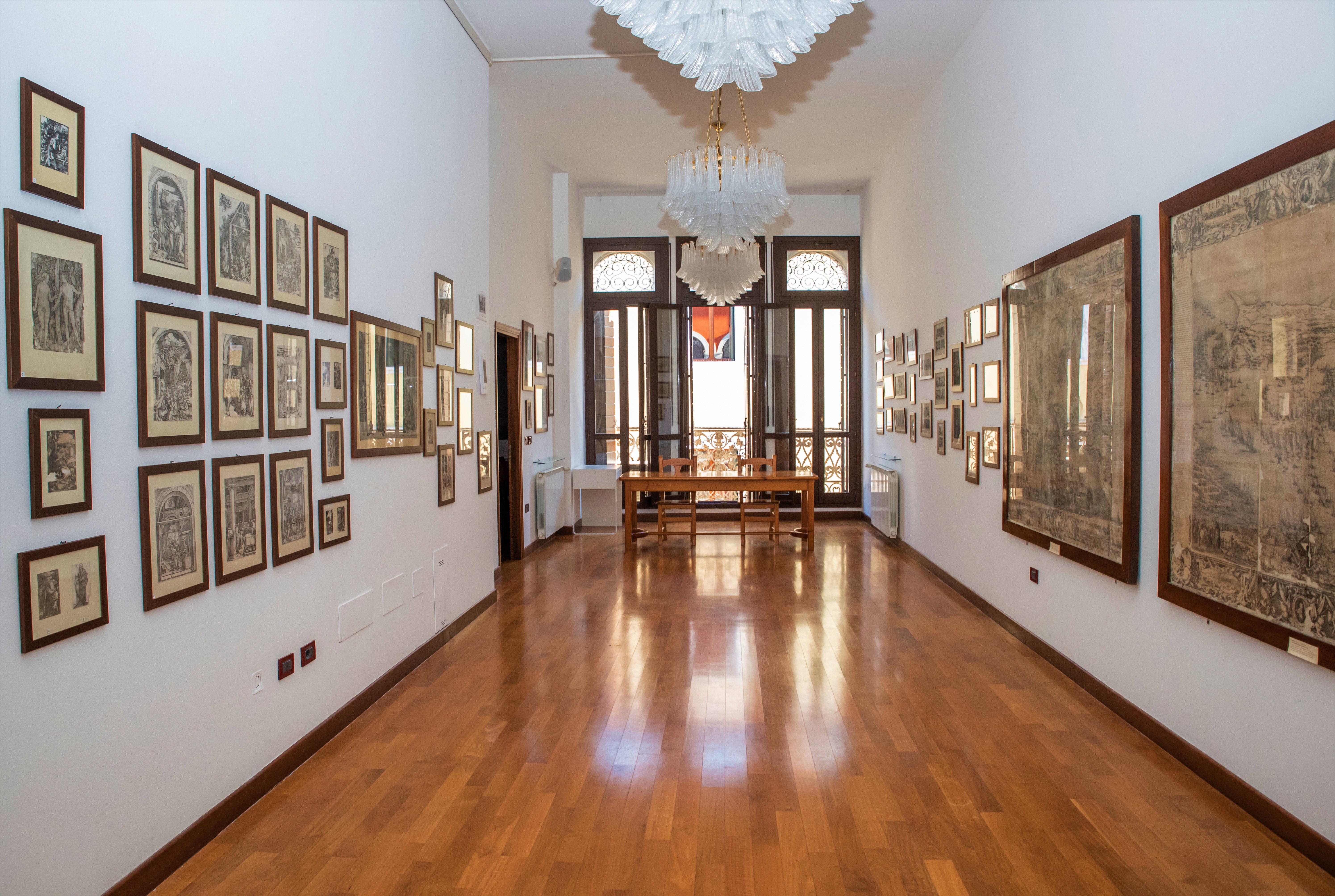
Sala Collezione Bocchi - MAAD di Adria

Il Museo conserva la raccolta di stampe antiche di Carlo Bocchi, filantropo erudito ed appassionato d'arte, e soprattutto dispone di un patrimonio virtuale su cui improntare iniziative temporanee, eventi e laboratori didattici. Bocchi visse nel pieno dello spirito enciclopedico europeo del Settecento, che vide il proliferare di studi nel settore dell'arte incisoria. Conservata inizialmente nelle aule del Liceo Ginnasio, la collezione ha progressivamente subito situazioni di degrado e dispersioni, testimoniate dai dati riportati nei cataloghi redatti da metà Ottocento. Il nucleo iniziale è stato pesantemente depauperato, già al 1925 la Soprintendenza ai Monumenti di Venezia ne denunciava le condizioni precarie della conservazione. Le 178 pregevoli stampe, a fronte delle 317 catalogate nel 1874,  sono di vario formato, provenienza e datazione, compresa tra il XV e XVIII secolo, principalmente di maestri incisori e peintre graveurs italiani, francesi, tedeschi, fiamminghi ed inglesi. I soggetti spaziano dal sacro al profano, da disegni d'invenzione ad opere di traduzione dei più noti capolavori della pittura italiana, incisi con diverse tecniche come xilografia, bulino ed acquaforte. Molti i nomi celebri catalogati tra cui Albrecht Dürer e Marcantonio Raimondi, con la sua serie della Vita della Vergine tratta dalle xilografie del maestro di Dresda. Del Cinquecento inoltre sono celebri i due fogli con la riproduzione della Scuola di Atene di Raffaello del bulino di Giorgio Ghisi e la trasposizione di alcuni affreschi di Polidoro da Caravaggio incisi da Cherubino Alberti. A rappresentanza del fiorire della xilografia nel Seicento sono conservate alcune opere della celebre famiglia dei Sadeler, incisori virtuosi della resa chiaroscurale, del pittore napoletano Salvator Rosa con i suoi soggetti criptici ed insoliti, siano d'esempio le sue Figurine circoscrivibili al genere del capriccio, e del francese Jacques Callot, che palesa la sua passione per il melodramma nelle sue incisioni. Oltre ad alcune illustrazioni d'opere letterarie di artisti inglesi di fine Settecento, è notevole la serie di fogli di piccolo formato firmati da Charles-Nicolas Cochin, editi da Herman Weyen, con scene neotestamentarie e tratte dalla Passione di Cristo. Del Settecento si citano Giacomo Leonardis e Francesco Bartolozzi, specializzati in opere di traduzione su rame, perlopiù a fini documentari e di propaganda. Nel 1992 il laboratorio di restauro dei monaci dell'Abbazia di Praglia ha provveduto ad un profondo restauro delle stampe e successiva incorniciatura. Dal 1998 la collezione ha trovato collocazione ad Adria ed è visitabile su prenotazione. In occasione del 260º anniversario della nascita del filantropo la Fondazione ha promosso un accurato e complesso progetto di catalogazione scientifica, raccolto nel volume Il diletto dell'immagine, pubblicato nel 2012. 

### Mostre temporanee
Da maggio a giugno 2016 il MAAD ha ospitato l'esposizione Attraverso, in cui diverse generazioni di artisti internazionali sono state messe a confronto, una mostra - evento parallela al progetto culturale patrocinato dal MiBACT Una Visione Oltre. Nel 2017 il museo è stato teatro di numerose iniziative, tra cui la mostra Giovani Terre Contese, tre secoli di fortificazioni nel Delta, organizzata da CE.RI.DO. (Centro di Ricerca e Documentazione del Delta) e nell'ottobre C'era una volta in Russia, imperniata sulla collezione di dipinti di provenienza russa ed ucraina del prof. Vittorio Tomasin, ispirati al movimento del realismo socialista. A gennaio 2018 è stata organizzata l'esposizione delle illustrazioni di Eliana Albertini, tratte dal libro Luigi Meneghello, apprendista italiano, sulla storia del partigiano scrittore ed accademico in Inghilterra, accompagnate da una collezione di fumetti storici della Marvel. Nel 2019 è stata allestita la mostra Adria nascosta, un progetto della Fondazione in sinergia con la Soprintendenza archeologia, belle arti e paesaggio per le province di Verona, Rovigo e Vicenza, il Liceo Classico “Bocchi-Galilei” e la Direzione regionale musei Veneto. Avviato nel 2016, il lavoro di ricerca e stesura di schede sintetiche sulle principali aree di scavo nel territorio di Adria ha coinvolto per tre anni gli studenti del Liceo Classico e del Polo Tecnico d'indirizzo Costruzioni Ambiente Territorio.. A supporto delle esposizioni temporanee sono disponibili videoproiettori, tablet e touch screen, per la fruizione della realtà aumentata e per consultare informazioni riguardo mostre, eventi ed il patrimonio culturale del territorio polesano.